# Maxus Mifa 9
La Maxus Mifa 9, chiamata anche Maxus G90, è un'autovettura prodotta dalla casa automobilistica cinese Shanghai Automotive Industry Corporation (SAIC) con marchio Maxus dal 2021.

## Profilo
La Mifa 9 è stata anticipata dalla concept car Maxus Mifa presentata al salone di Shanghai nell'aprile 2021. Il modello di definitivo per la produzione in serie ha fatto il suo debutto ufficiale nel novembre 2021 al salone di Guangzhou. La produzione e la vendita di Mifa 9 sono iniziate subito dopo il debutto.
Visivamente, il Mifa 9 si distingue per una carrozzeria massiccia verniciatura bicolore con. L'abitacolo passeggeri ospita 6 sedili separati.
A spingere la vettura c'è un motore elettrico alimentato da 248 CV (183 kW). La batteria agli ioni di litio della CATL dalla capacità di 90 kWh e che consente di percorrere circa 520 km.